# Assunzione della Vergine (Donatello)
L'Assunzione della Vergine è un rilievo stiacciato in marmo bianco (53,5×78 cm) di Donatello, facente parte della tomba Brancaccio della chiesa di Sant'Angelo a Nilo a Napoli.

## Storia
Il rilievo rettangolare si trova al centro del fronte del sarcofago del cardinale Rainaldo Brancaccio ed è uno dei pochi elementi del monumento attribuibili con certezza alla mano di Donatello, che qui lavorò a fianco di Michelozzo e altri aiuti.
Per lavorare al monumento Donatello e Michelozzo affittarono appositamente una bottega a Pisa nel 1426, da dove spedirono poi via imbarcazione l'opera completa nel 1428.
La scelta del soggetto dell'Assunzione è insolita per un monumento funebre. Forse si trattò di un'esplicita richiesta del cardinale, il quale era molto legato alla chiesa di Santa Maria Maggiore a Roma, dove si viveva con particolare partecipazione la festa dell'Ascensione di Maria.

## Descrizione e stile
Il bassorilievo mostra al centro un'energica e robusta Vergine Maria che sta assisa su un trono coperto da un telo mentre, con le mani giunte, sta ascendendo al cielo portata su da un gruppo di angeli disposti a semicerchio attorno alla sua nuvola di luce. 
Evidenti sono i richiami all'iconografia tradizionale, come nella porta della Mandorla, ma qui Donatello evita di riprodurre in maniera schematica l'aura luminosa attorno alla Vergine, suggerendola soltanto tramite la disposizione nello spazio degli angeli. Ancor più che nell'opera di Nanni di Banco, di più di vent'anni prima, è facile qui percepire lo sforzo espressivo degli angeli impegnati nel trasporto, alcuni che afferrano di fatto il nimbo (come quello in alto a destra), oppure che sono schiacciati per darsi la spinta (come quello in basso). Le posizioni degli angeli sono molto originali e varie, nonostante la concessione a una bilanciata simmetria tra la parte destra e sinistra. Le loro figure sono trattate in maniera originale, quasi grafica, con alcuni puttini tra le nuvole a bassissimo rilievo, vera prova di virtuosismo dell'artista. 
Lo spazio continuo, suggerito dal taglio dell'aureola, che sottintende una continuazione in alto, "oltre" il rilievo, aumenta la suggestione di movimento ascendente del gruppo. 
L'espressione della Vergine è intensa ed emotivamente espressiva, come nelle migliori opere di Donatello, arrivando a mostrare la trepidazione composta e la consapevole accettazione del suo destino. La Madonna non ha lineamenti idealizzati, ma è ritratta come una donna avanti con gli anni. La sua figura è quella maggiormente a rilievo (si parla comunque, nelle zone più sporgenti, di appena 10 millimetri), creando ombre scure attorno alle braccia, al volto e negli incavi degli occhi, che accrescono per contrasto la sua espressività.